# Haswellův ostrov
Haswellův ostrov leží u východního pobřeží Antarktidy, poblíž sovětské stanice Mirnyj. Má rozlohu asi 1 km². Ostrov je chráněný jako významné hnízdiště všech druhů ptáků této části Antarktidy. Objevuje se zde několik druhů trubkonosých ptáků (Procellariiformes), chaluha velká (Stercorarius skua) i tučňák kroužkový (Pygoscelis adeliae).